# Doña Paz
Il Doña Paz è stato un traghetto passeggeri di costruzione giapponese e registrato nelle Filippine che naufragò, dopo essere entrato in collisione con la petroliera Vector, il 20 dicembre 1987.
Costruita da Onomichi Zosen di Hiroshima, in Giappone, la nave fu varata il 25 aprile 1963 con il nome di Himeyuri Maru, con una capacità di 608 passeggeri. Nell'ottobre 1975, la Himeyuri Maru fu acquistata dalla Sulpicio Lines e ribattezzata Don Sulpicio. Dopo un incendio a bordo nel giugno 1979, la nave fu ristrutturata e ribattezzata Doña Paz.
Viaggiando dall'isola di Leyte alla capitale delle Filippine, Manila, la nave era gravemente sovraffollata, con almeno 2.000 passeggeri non registrati sull'elenco della lista dei passeggeri. Fu anche affermato che la nave non avesse una radio e che i giubbotti di salvataggio fossero chiusi sotto chiave. Tuttavia, la responsabilità ufficiale della tragedia fu attribuita alla petroliera Vector, che si scontrò con il Doña Paz, risultando non idonea alla navigazione e operante senza licenza, vedetta o comandante qualificato. Con un bilancio stimato di 4.385 vittime e solo 26 sopravvissuti, rimane il più mortale disastro marittimo in tempo di pace della storia.

## Storia
Il Doña Paz venne costruito nel 1963 da Onomichi Zosen di Onomichi, nella prefettura di Hiroshima, in Giappone. Originariamente fu varata con il nome di Himeyuri Maru. Durante il periodo di navigazione in acque giapponesi, aveva una capacità di 608 passeggeri. Nell'ottobre 1975 fu venduta alla Sulpicio Lines, un operatore filippino di una flotta di traghetti passeggeri, e venne ribattezzata Don Sulpicio. entrando in servizio sulla linea principale Manila - Cebu. La nave divenne una delle due navi ammiraglie della compagnia, l'altra era la Doña Ana (successivamente ribattezzata Doña Marilyn).
Il 5 giugno 1979, la nave fu distrutta da un incendio durante il suo consueto viaggio tra Manila e Cebu. Tutte le 1.164 persone a bordo furono salvate, ma la nave venne arenata e venne dichiarata come una perdita totale costruttiva. Il relitto fu riacquistato dai sottoscrittori dalla Sulpicio Lines e riparato. Vennero apportate modifiche strutturali e il bastimento tornò in servizio con il nuovo nome Doña Paz.
Poiché la Philippine Princess era già diventata l'ammiraglia della Sulpicio Lines al servizio della rotta Manila - Cebu, la Doña Paz fu riassegnata per servire la rotta Manila - Tacloban, con il viaggio di ritorno con scalo a Catbalogan. Sulpicio Lines gestì il Doña Paz su questa rotta, effettuando viaggi due volte a settimana, fino al momento del suo naufragio.

### Il naufragio
Il 20 dicembre 1987, alle 6:30 ora locale, il Doña Paz partì da Tacloban per Manila, con uno scalo a Catbalogan. Comandata dal capitano Eusebio Nazareno, la nave sarebbe dovuta arrivare a Manila alle 4:00 del mattino successivo. Fu riferito che l'ultimo contatto radio avvenne intorno alle 20:00; tuttavia, diversi rapporti successivi indicarono che il Doña Paz non possedeva una radio.
Verso le 22:30 il traghetto si trovava nei pressi di Dumali Point, lungo lo stretto di Tablas, vicino a Marinduque. Un sopravvissuto, in seguito, disse che il cielo quella notte era sereno nonostante il mare mosso. Mentre la maggior parte dei passeggeri dormiva, il Doña Paz entrò in collisione con la Vector, una petroliera in rotta da Bataan a Masbate. La Vector trasportava 1,05 milioni di litri di benzina (equivalenti a 8.800 galloni americani o 1.041 tonnellate) e altri prodotti petroliferi di proprietà di Caltex Philippines.
Subito dopo la collisione, il carico della Vector prese fuoco e provocò un incendio sulla nave che si propagò anche sul Doña Paz. I sopravvissuti ricordarono di aver percepito lo schianto e un'esplosione, provocando il panico sulla nave. Uno di loro, Paquito Osabel, raccontò che le fiamme si propagarono rapidamente in tutta la nave e che il mare tutt'intorno alla nave stessa era in fiamme.
Un altro sopravvissuto, il caporale della polizia filippina Luthgardo Niedo, affermò che le luci a bordo si spensero pochi minuti dopo la collisione, che non c'erano giubbotti di salvataggio sul Doña Paz, che i membri dell'equipaggio correvano in preda al panico con gli altri passeggeri e che nessuno dell'equipaggio diede ordini o fece alcun tentativo di organizzare il salvataggio dei passeggeri. Successivamente fu affermato che gli armadietti in cui erano ricoverati i giubbotti salvagenti erano chiusi a chiave.
I sopravvissuti furono costretti a saltare giù dalla nave e nuotare tra i corpi carbonizzati nelle acque infuocate intorno alla nave, dove alcuni si aggrappavano a valigie impiegate come dispositivi di galleggiamento improvvisati. Il Doña Paz si inabissò nelle due ore successive alla collisione, mentre la Vector affondò dopo quattro ore. Entrambi i relitti giacciono a una profondità di circa 545 metri nello stretto di Tablas, infestato dagli squali.

#### Salvataggio
Gli ufficiali e il capitano di una nave di passaggio tra le isole, il Don Claudio, assistettero all'esplosione dei due bastimenti e, dopo un'ora, rinvennero i sopravvissuti del Doña Paz; a quel punto, gli ufficiali del Don Claudio gettarono una rete su cui i superstiti si arrampicarono. Solo 26 sopravvissuti furono recuperati dall'acqua: 24 di loro erano passeggeri del Doña Paz, mentre gli altri due erano membri dell'equipaggio composto di 13 uomini della Vector.
Una venticinquesima sopravvissuta del Doña Paz, Valeriana Duma, non fu originariamente identificata dai funzionari ma se ne venne a conoscenza soltanto nel 2012 durante il programma televisivo di GMA Network Wish Ko Lang!; a 14 anni fu la seconda passeggera più giovane del Doña Paz a sopravvivere. Spesso dimenticato, uno dei sopravvissuti originariamente conosciuti del Doña Paz fu un bambino di quattro anni, che non venne mai nominato; era il più giovane sopravvissuto.
Nessun membro dell'equipaggio del Doña Paz riuscì a sopravvivere mentre la maggior parte dei sopravvissuti riportò ustioni saltando nelle acque in fiamme. Medici e infermieri a bordo della nave di soccorso si presero cura delle loro ferite. Secondo quanto riferito, ci vollero otto ore prima che le autorità marittime filippine venissero a conoscenza dell'incidente e altrettante per avviare le operazioni di ricerca e soccorso.

#### Indagini sulle cause dell'incidente
Secondo l'indagine iniziale condotta dalla guardia costiera filippina, solo un apprendista membro dell'equipaggio del Doña Paz stava monitorando il ponte della nave quando si verificò l'incidente. Altri ufficiali stavano bevendo birra o guardando la televisione negli alloggi ricreativi dell'equipaggio. Il capitano della nave stava guardando un film sul suo videoregistratore Betamax nella sua cabina. Una testimonianza simile fu riferita da uno dei sopravvissuti, Luthgardo Niedo: questi affermò che un collega soldato di polizia lo informò di "una festa in corso con risate e musica ad alto volume" sul ponte della nave con il capitano tra i partecipanti. La Marine Board of Inquiry della guardia costiera filippina, presieduta dal capitano Dario Fajardo, svolse una commissione conoscitiva sul naufragio e presentò il suo rapporto al Congresso il 29 febbraio 1988.
La Coalition of Samar and Leyte Organizations (CSLO) costituì una squadra investigativa composta da professionisti e membri della polizia delle province di Leyte e Samar. I loro membri volontari miravano a raccogliere informazioni sul viaggio e sui passeggeri della nave. Tra i documenti richiesti c'erano i duplicati dei biglietti consegnati ai passeggeri. La CLSO venne riconosciuta ufficialmente dal governo filippino come organizzazione in grado di fornire assistenza ai parenti delle vittime del Doña Paz.
I sopravvissuti affermarono che fu possibile che il Doña Paz avesse trasportato fino a 4.000 passeggeri. Arrivarono a questa ipotesi considerando che essi videro dei passeggeri dormire lungo i corridoi, sui ponti del bastimento e sui letti a castello con tre o quattro persone su di loro.

#### Vittime
Nell'annuncio iniziale fatto dalla Sulpicio Lines, l'elenco ufficiale dei passeggeri del Doña Paz, presente nel registro di bordo, comprendeva 1.493 passeggeri e 59 membri dell'equipaggio. Sempre secondo la Sulpicio Lines, il traghetto era in grado di trasportare 1.424 passeggeri. Un elenco rivisto e pubblicato il 23 dicembre 1987 mostrava 1.583 passeggeri e 58 membri dell'equipaggio, con 675 persone che si imbarcarono sul traghetto a Tacloban e 908 a Catbalogan. Tuttavia, un funzionario anonimo della Sulpicio Lines informò l'UPI che, poiché era il periodo natalizio, i biglietti venivano solitamente acquistati illegalmente a bordo della nave a una tariffa più conveniente e quei passeggeri non erano elencati sul registro di bordo. Lo stesso funzionario aggiunse che sull'elenco passeggeri non figurarono i possessori di biglietti omaggio e i bambini non paganti di età inferiore ai quattro anni.
Dei 21 corpi recuperati e identificati come passeggeri sulla nave cinque giorni dopo l'incidente, solo uno dei deceduti era registrato sul manifesto di bordo ufficiale. Dei 26 passeggeri sopravvissuti, solo cinque vennero ritrovati nell'elenco del manifesto.
Il 28 dicembre 1987, il rappresentante del Samar Settentrionale, Raul Daza, affermò che vi erano almeno 2.000 passeggeri a bordo del Doña Paz non registrati sull'elenco del manifesto della nave. Ipotizzò quel numero risalendo da un elenco di nomi fornito da parenti e amici di persone scomparse credute a bordo del traghetto e dai nomi compilati dalle stazioni radio e televisive di Tacloban. I nomi di questi oltre 2.000 passeggeri scomparsi vennero pubblicati nelle pagine da 29 a 31 dell'edizione del 29 dicembre 1987 del Philippine Daily Inquirer. Almeno 79 insegnanti della scuola pubblica morirono nella collisione.
Nel febbraio 1988, il Philippine National Bureau of Investigation dichiarò, sulla base di interviste con i parenti, che a bordo c'erano almeno 3.099 passeggeri e 59 membri dell'equipaggio, portando a 3.134 le vittime a bordo. Nel gennaio 1999, un rapporto della task force presidenziale stimò, sulla base degli atti giudiziari e di oltre 4.100 richieste di risarcimento, che vi fossero 4.342 passeggeri. Sottraendo i 26 passeggeri sopravvissuti e aggiungendo 58 membri dell'equipaggio, si ottengono 4.374 vittime a bordo. Sommando gli 11 morti dell'equipaggio della Vector, il totale diventa 4.385, quasi tre volte la massima capacità del bastimento.

#### Reazioni e conseguenze
La presidente Corazon Aquino descrisse l'incidente come "una tragedia nazionale di proporzioni strazianti... [la tristezza del popolo filippino] è tanto più dolorosa perché la tragedia ha colpito con l'avvicinarsi del Natale". Papa Giovanni Paolo II, il primo ministro giapponese Noboru Takeshita e la regina Elisabetta II del Regno Unito trasmisero i loro messaggi ufficiali di condoglianza. Dato il bilancio delle vittime stimato, la rivista Time e altri definirono il naufragio del Doña Paz "il più mortale disastro marittimo in tempo di pace del XX secolo".
La Sulpicio Lines annunciò tre giorni dopo l'incidente che il Doña Paz era assicurato per ₱25.000.000 (U.S. $ 722.246 nel 2022) e di essere disposta a risarcire i sopravvissuti per l'importo di ₱20.000 (U.S. $ 620 nel 2022) per ogni vittima. Giorni dopo, centinaia di parenti delle vittime organizzarono una manifestazione di massa al Rizal Park, chiedendo che gli armatori risarcissero anche le famiglie di coloro che non erano elencati nel manifesto, oltre a fornire un resoconto completo dei dispersi.
Tuttavia, il Board of Marine Inquiry alla fine scagionò la Sulpicio Lines dall'incidente. Successive indagini rivelarono che la Vector operava senza licenza, con vedetta o comandante non adeguatamente qualificato. Nel 1999, la Corte Suprema delle Filippine stabilì che sarebbero dovuti essere i proprietari della Vector a dover risarcire le vittime della collisione.
Alcuni dei ricorsi istruiti contro la Sulpicio Lines o contro i proprietari della Vector, come quelli presentati dalla famiglia Cañezal (che perse due membri nella sciagura) e dalla famiglia Macasas (che perse tre membri) furono giudicati dalla Corte Suprema, che ritenne che avevano anche diritto all'indennità i familiari delle vittime i cui nomi non figuravano sul registro di bordo ufficiale. Anche Caltex Philippines, che aveva noleggiato la Vector, venne assolta da responsabilità finanziaria.

#### Sopravvissuti
Doña Paz
1. Moris Apura, 37 anni, di Borongan, Samar Orientale[34]
2. Renato Asisturga, 19 anni
3. Aludia Bacsal, 18 anni, di Can-avid, Samar Orientale[35][36]
4. Salvador Bacsal, 44 anni, di Can-avid, Samar Orientale[35][36]
5. Almario Balanay, 44 anni, di Borongan, Samar Orientale[37]
6. Generoso Batola, 29 anni, di Borongan, Samar Orientale[34]
7. Jose Cabrieto, 29 anni, di Catbalogan/Calbiga, Samar Occidentale[34][38]
8. Samuel Carillo, 27 anni
9. Severino Carrion, 25 anni
10. Zosimo de la Rama, 21 anni[39]
11. Dominador Depayo, 23 anni
12. Valeriana Duma, 14 (seconda sopravvissuta più giovane), di Catubig, Samar Settentrionale[16]
13. Alejandro Estuita, 21 anni
14. Arnel Galang, 18 anni
15. Mario Leganda, 25 anni
16. Armando Lomungue/Lominuque, 28 anni
17. Constancio Mabag, 21 anni
18. Gilbert Mabutol, 15 anni
19. Francisco Minggote
20. Luthgardo Niedo, 26 anni[35]
21. Panfilo Olalia, 34 anni
22. Eugenio Orot, 27 anni
23. Paquito Ozabel, 42 anni
24. Sofronio "Puyok" Sabuco, 44 anni, di Calbiga, Samar Occidentale[34]
25. Pedro Sorema, 17 anni

Vector
1. Quartiermastro Franklin/Francisco Bornillo, 26 anni[34][35]
2. Secondo ufficiale Reynaldo Tarife, 41 anni[34]

## Memoriale
Un memoriale in onore delle vittime del Doña Paz si trova al Pieta Park di Catbalogan. Situato accanto alla chiesa di San Bartolomeo e al Saint Mary's College of Catbalogan, il parco ora funge da spazio pubblico per le famiglie e gli amici delle vittime.

## Relitto
Il relitto del Doña Paz fu localizzato nell'aprile 2019 dalla nave da ricerca Petrel, con riprese video successivamente pubblicate il 19 dicembre. Giace sul fondale, in posizione orizzontale, a una profondità di 500 metri. Il relitto della Vector venne trovato a 2.200 metri di distanza nello stesso stato. Entrambi i relitti versano ancora in buone condizioni.

## Nella cultura di massa
- National Geographic Channel Asia presentò in anteprima un documentario sul Doña Paz intitolato Asia's Titanic il 25 agosto 2009.[42][43]
- La serie televisiva docu-drama di GMA Network Case Unclosed, condotto da Arnold Clavio, dedicò una puntata all'incidente.
- Nel 2018 uscì il film horror Aurora, ispirato agli eventi della tragedia.